# Assassins Pride
Assassins Pride (アサシンズプライド?, Asasinzu Puraido) è una serie di light novel scritta da Kei Amagi e illustrata da Nino Ninomoto. I volumi vengono pubblicati dal 20 gennaio 2016 dalla casa editrice Fujimi Shobō sotto l'etichetta Fujimi Fantasia Bunko.
Un adattamento manga disegnato da Yoshie Katō è stato serializzato dal 19 ottobre 2017 al 19 agosto 2022 sulla rivista Ultra Jump edita da Shūeisha. I capitoli sono stati raccolti in 10 volumi tankōbon. Un adattamento anime prodotto da EMT Squared è stato trasmesso dal 10 ottobre al 26 dicembre 2019.

## Trama
L'umanità è stata portata sull'orlo dell'estinzione e ora esiste esclusivamente nell'ultima città-stato rimasta, Flandore, dove i singoli blocchi urbani sono ospitati in cupole di vetro separate. Gli spostamento tra le cupole sono possibili solo tramite linee ferroviarie dedicate che attraversano tunnel di vetro. Il mondo al di fuori delle cupole è diventato un'oscurità eterna ed è totalmente infestato da selvaggi licantropi.
All'interno delle cupole, l'umanità i divisa in classi nobili e comuni. Grazie al loro sangue, i membri delle famiglie nobili sono in grado di manifestare il mana, che conferisce loro potenti capacità sovrumane che permettono loro di combattere e uccidere i licantropi. Melida Angel è nata da padre nobile e madre popolana, ma non ha mai manifestato il mana e frequenta un'accademia d'élite per affinare le sue capacità con il mana.

## Personaggi

### Casata Angel

Kufa e Melida

Kufa Vampir (クーファ＝ヴァンピール?, Kūfa Vanpīru)
Doppiato da: Yūki Ono
Kufa è un membro della gilda della Notte Bianca, di cui fa parte insieme a Madie Nera. A Kufa è stato affidato l'incarico di essere il tutore di Melida, con l'incarico segreto di assassinarla se avesse scoperto che non era la vera erede della famiglia Angel. Alla fine, però, va contro gli ordini ricevuti e le trasferisce parte del suo mana, sviluppando uno stretto legame maestro-allievo con Melida. È mezzo umano e mezzo vampiro, il più forte dei licantropi. La sua classe di mana è Samurai.
Melida Angel (メリダ＝アンジェル?, Merida Anjeru)
Doppiata da: Tomori Kusunoki
L'erede della nobile casata Angel, una famiglia di paladini. Tuttavia, nonostante abbia già tredici anni, non ha ancora risvegliato il suo mana. A sua insaputa, ciò potrebbe derivato dal fatto che forse non è la figlia biologica del padre nobile, ma è nata dalla relazione della madre defunta. Ottiene finalmente il mana dopo che Kufa le dona una parte del suo, permettendole di usare la sua magia di classe Samurai. Sviluppa forti sentimenti romantici per Kufa, al punto che, anche dopo aver appreso la sua vera natura di licantropo, lo accetta e promette di mantenere il suo segreto.
Elise Angel (エリーゼ＝アンジェル?, Erīze Anjeru)
Doppiata da: Yui Ishikawa
È la cugina di Melida, che a differenza di lei è stata riconosciuta come prodigio fin dalla più tenera età. Il rapporto tra lei e Melida è molto stretto, anche se inizialmente è stato messo a dura prova dalla loro condizione di opposte. Tuttavia, dopo il torneo di selezione Luna Lumiere, si sono riappacificate e hanno formato un'unità insieme. Inoltre, nonostante la sua forza, è piuttosto timida e si spaventa facilmente. La sua classe di mana è Paladin.
Rosetti Pricket (ロゼッティ＝プリケット?, Rozetti Puriketto)
Doppiata da: Marina Yabūchi
Insegnante priva di Elise. Pur essendo una popolana, è nata con il mana ed è diventata nobile salendo di grado. Si prende subito una cotta per Kufa e tenta di sposarlo per fuggire a un matrimonio combinato dal padre adottivo, anche se lui di solito si sottrae alle sue avances. Alla fine si scopre che lei e Kufa sono fratelli adottivi e che lui l'ha trasformata in vampiro dopo averla ferita mortalmente durante un attacco di licantropi, ma ha sigillato i suoi ricordi per permetterle di vivere una vita normale. La sua classe di mana è Maiden.

### St. Friedeswiede
Nerva Martillo (ネルヴァ＝マルティーリョ?, Neruva Marutīryo)
Doppiata da: Ayane Sakura
La leader di un gruppo di bulli dell'accademia femminile di St. Friedeswiede, che prendeva costantemente in giro Melida per la sua mancanza di mana. In seguito ha fatto ammenda con Melida diventando sua compagna di squadra al torneo di selezione Luna Lumiere. La sua classe di mana è Gladiatore.
Shenfa Zwitoque (シェンファ＝ツヴィトーク?, Shenfa Tsuvitōku)
Doppiata da: Asami Seto
Shenfa è una studentessa che frequenta l'accademia femminile di St. Friedeswiede. È stata la precedente "Luna Lumiere" per aver vinto l'omonimo torneo di selezione.

### St. d'Autriche
Mule la More (ミュール＝ラ・モール?, Myūru Ra Mōru)
Doppiata da: Maaya Uchida
Mule la More è un membro della casata La More, una famiglia di Diabolos. La sua classe le consente di assorbire il mana degli avversari. Frequenta l'accademia femminile di St. d'Autriche.
Salacha Schicksal (サラシャ＝シクザール?, Sarasha Shikuzāru)
Doppiata da: Azumi Waki
Salacha, spesso chiamata Sala, è una studentessa che frequenta l'accademia femminile di St. d'Autriche ed è amica di Mule. Lei e Keira hanno partecipano al torneo di selezione Luna Lumiere. La sua classe è Dragoon.
Keira Espada (キーラ＝エスパーダ?, Kīra Esupāda)
Doppiata da: Kiyono Yasuno
Keira è una studentessa che frequenta l'accademia femminile di St. d'Autriche. Insieme a Salacha ha partecipato al torneo di selezione Luna Lumiere dove ha vinto.

### Altri
Padre (オヤジ?, Oyaji)
Doppiato da: Toshiyuki Morikawa
Il padre è il capo della gilda della Notte Bianca, di cui fanno parte Kufa e Black Madia.
William Gin (ウィリアム・ジン?, Wiriamu Jin)
Doppiato da: Tatsuhisa Suzuki
William è un membro di una gilda chiamata Grimfice.
Black Madia (ブラック＝マディア?, Burakku Madia)
Doppiata da: Sora Tokui
Black Madia è un membro della stessa gilda di Kufa. La sua classe di mana è Clown, con la capacità di copiare qualsiasi altra classe. Dopo che il torneo di selezione di Luna Lumiere si è concluso bruscamente, cambia il suo pseudonimo in "Lague" e diventa un'insegnante di St. Friedeswiede.
Blosum Pricket (ブロサム＝プリケト?, Burosamu Puriketo)
Doppiato da: Hōchū Ōtsuka
Blosum Pricket è il marchese della città di Shangarta. È un ingegnere di professione, ma accoglie i bambini senzatetto della città e li cresce come fossero suoi, come Rosetti.
Serge Schiksal (セルジュ・シクサル?, Seruju Shikuzāru)
Doppiato da: Yoshimasa Hosoya
Fratello maggiore di Salacha.

## Media

### Light novel
La serie, scritta da Kei Amagi e illustrata da Nino Ninomoto, viene pubblicata dal 20 gennaio 2016 da Fujimi Shobō sotto l'etichetta Fujimi Fantasia Bunko. Al 19 marzo 2021 sono stati pubblicati 13 volumi. Sono stati pubblicati anche due volumi di storie brevi, il primo uscito il 20 febbraio 2018 mentre il secondo il 20 dicembre 2019.
| Nº   | Titolo italiano (traduzione letterale) Giapponese 「Kanji」 - Rōmaji                                                              | Data di prima pubblicazione             | Data di prima pubblicazione |
| Nº   | Titolo italiano (traduzione letterale) Giapponese 「Kanji」 - Rōmaji                                                              | Giapponese                              |                             |
| 1    | L'insegnante assassino e la ragazza senza talento 「暗殺教師と無能才女」 - Ansatsu kyōshi to munō saijo                           | 20 gennaio 2016 ISBN 978-4-04-070817-1  |                             |
| 2    | L'insegnante assassino e la battaglia per la scelta della regina 「暗殺教師と女王選抜戦」 - Ansatsu kyōshi to joō senbatsu-sen    | 20 aprile 2016 ISBN 978-4-04-070818-8   |                             |
| 3    | L'insegnante assassino e la corte del destino 「暗殺教師と運命法廷」 - Ansatsu kyōshi to unmei hōtei                              | 20 luglio 2016 ISBN 978-4-04-070972-7   |                             |
| 4    | L'insegnante assassino e la ferrovia di Sakura 「暗殺教師と桜乱鉄道」 - Ansatsu kyōshi to ōran tetsudō                            | 19 novembre 2016 ISBN 978-4-04-070973-4 |                             |
| 5    | L'insegnante assassino e la festa di Shenzhen 「暗殺教師と深淵饗宴」 - Ansatsu kyōshi to shin'en kyōen                            | 18 febbraio 2017 ISBN 978-4-04-072227-6 |                             |
| 6    | L'insegnante assassino e il percorso notturno 「暗殺教師と夜界航路」 - Ansatsu kyōshi to yoru-kai kōro                            | 20 giugno 2017 ISBN 978-4-04-072230-6   |                             |
| 7    | L'insegnante assassino e il festival della danza della spada di fuoco 「暗殺教師と業火剣舞祭」 - Ansatsu kyōshi to gōka kenbu-sai | 20 ottobre 2017 ISBN 978-4-04-072484-3  |                             |
| SG   | Secret Garden 「Secret Garden」                                                                                                   | 20 febbraio 2018 ISBN 978-4-04-072651-9 |                             |
| 8    | L'insegnante assassino e la rivoluzione fantasma 「暗殺教師と幻月革命」 - Ansatsu kyōshi to gengetsu kakumei                      | 18 agosto 2018 ISBN 978-4-04-072485-0   |                             |
| 9    | L'insegnante assassino e la corona di Shinyo 「暗殺教師と真陽戴冠」 - Ansatsu kyōshi to mayō taikan                               | 19 gennaio 2019 ISBN 978-4-04-073003-5  |                             |
| 10   | L'insegnante assassino e Mizukami Souhime 「暗殺教師と水鏡双姫」 - Ansatsu kyōshi to mizukagami sō hime                           | 20 giugno 2019 ISBN 978-4-04-073223-7   |                             |
| 11   | L'insegnante assassino e la storia proibita 「暗殺教師と禁書階梯」 - Ansatsu kyōshi to kinsho kaitei                              | 19 ottobre 2019 ISBN 978-4-04-073224-4  |                             |
| SG 2 | Secret Garden 2 「Secret Garden 2」                                                                                               | 20 dicembre 2019 ISBN 978-4-04-073225-1 |                             |
| 12   | L'insegnante assassino e il fuoco stellare crepuscolare 「暗殺教師と薄明星火」 - Ansatsu kyōshi to hakumei hoshibi                | 19 giugno 2020 ISBN 978-4-04-073747-8   |                             |
| 13   | L'insegnante assassino e la terra santa 「暗殺教師と廻天導地」 - Ansatsu kyōshi to kaiten shirube-chi                             | 19 marzo 2021 ISBN 978-4-04-073748-5    |                             |

### Manga
Un adattamento manga disegnato da Yoshie Katō è stato serializzato dal 19 ottobre 2017 al 19 agosto 2022 sulla rivista di manga seinen Ultra Jump edita da Shūeisha. I capitoli sono stati raccolti in 10 volumi tankōbon pubblicati dal 19 ottobre 2017 al 19 ottobre 2022.
| Nº | Data di prima pubblicazione | Data di prima pubblicazione | Data di prima pubblicazione |
| Nº | Giapponese                  | Giapponese                  |                             |
| -- | --------------------------- | --------------------------- | --------------------------- |
| 1  | 19 ottobre 2017             | ISBN 978-4-08-890776-5      |                             |
| 2  | 19 aprile 2018              | ISBN 978-4-08-891003-1      |                             |
| 3  | 19 novembre 2018            | ISBN 978-4-08-891130-4      |                             |
| 4  | 19 giugno 2019              | ISBN 978-4-08-891260-8      |                             |
| 5  | 19 novembre 2019            | ISBN 978-4-08-891435-0      |                             |
| 6  | 19 maggio 2020              | ISBN 978-4-08-891591-3      |                             |
| 7  | 19 gennaio 2021             | ISBN 978-4-08-891761-0      |                             |
| 8  | 16 luglio 2021              | ISBN 978-4-08-892037-5      |                             |
| 9  | 18 febbraio 2022            | ISBN 978-4-08-892226-3      |                             |
| 10 | 19 ottobre 2022             | ISBN 978-4-08-892477-9      |                             |

### Anime
Un adattamento anime è stato annunciato durante l'evento Fantasia Bunko Dai Kanshasai 2018 tenutosi il 21 ottobre 2018, per poi rivelarsi essere una serie televisiva animata da EMT Squared e composta da 12 episodi. La serie è diretta da Kazuya Aiura, con Deko Akao che si è occupata della sceneggiatura della serie e Maho Yoshikawa che ha curato il character design. È stata trasmessa dal 10 ottobre al 26 dicembre 2019 su AT-X, Tokyo MX, SUN e BS NTV. La sigla d'apertura è Share the light cantata dalle Run Girls, Run! mentre quella di chiusura è Ijin-tachi no jikan (異人たちの時間? lett. "Il momento degli estranei") di Tomori Kusunoki. Sentai Filmworks ha concesso la licenza della serie e l'ha trasmessa in streaming su Hidive e Crunchyroll. I diritti per la distribuzione occidentale sono stati acquistati da Crunchyroll che l'ha pubblicata in simulcast in versione sottotitolata in vari Paesi del mondo, tra cui l'Italia.

#### Episodi
| Nº | Titolo italiano Giapponese 「Kanji」 - Rōmaji                                                                 | In onda          | In onda |
| Nº | Titolo italiano Giapponese 「Kanji」 - Rōmaji                                                                 | Giapponese       |         |
| 1  | La compassione di un assassino 「暗殺者の慈悲」 - Ansatsusha no jihi                                          | 10 ottobre 2019  |         |
| 2  | Quando il mondo della ragazza cambiò 「少女の世界が変わるとき」 - Shōjo no sekai ga kawaru toki               | 17 ottobre 2019  |         |
| 3  | Oltre il punto critico 「臨界点の彼方に」 - Rinkai ten no kanata ni                                           | 24 ottobre 2019  |         |
| 4  | Due ragazze al Castello Incatenato 「鎖城に集う、乙女と乙女」 - Kusari-jō ni tsudou, otome to otome           | 31 ottobre 2019  |         |
| 5  | La principessa d'oro e la principessa d'argento 「黄金の姫と、白銀の姫」 - Kogane no hime to, hakugin no hime | 7 novembre 2019  |         |
| 6  | La strega grigia 「灰色の魔女」 - Haiiro no majo                                                              | 14 novembre 2019 |         |
| 7  | Nessun segno né sopra né sotto 「上も下も標はなく」 - Ue mo shita mo hyō wa naku                              | 21 novembre 2019 |         |
| 8  | Il testamento di un certo scheletro 「ある骸骨の遺言」 - Aru gaikotsu no yuigon                               | 28 novembre 2019 |         |
| 9  | Un patto eterno 「悠久の契約」 - Yūkyū no keiyaku                                                             | 5 dicembre 2019  |         |
| 10 | La biblioteca labirinto 「迷宮図書館」 - Meikyū toshokan                                                      | 12 dicembre 2019 |         |
| 11 | Messaggeri della Morte 「死神の使いたち」 - Shinigami no tsukai-tachi                                         | 19 dicembre 2019 |         |
| 12 | L'orologio di un insegnante assassino 「暗殺教師の矜持」 - Ansatsu-kyōshi no kyōji                            | 26 dicembre 2019 |         |